# Bingchuan
Bingchuan (kinesiska: 冰川镇, 冰川) är en köping i Kina. Den ligger i provinsen Sichuan, i den sydvästra delen av landet, omkring 67 kilometer norr om provinshuvudstaden Chengdu. Antalet invånare är 8 618. Befolkningen består av 4 180 kvinnor och 4 438 män. Barn under 15 år utgör 11,0 %, vuxna 15-64 år 75 %, och äldre över 65 år 12,0 %.
Genomsnittlig årsnederbörd är 1 200 millimeter. Den regnigaste månaden är juli, med i genomsnitt 346 mm nederbörd, och den torraste är december, med 5 mm nederbörd.